# Las Puertas de Anubis
Las Puertas de Anubis (The Anubis Gates) es una novela de ciencia ficción de Tim Powers. La obra ganó el premio Philip K. Dick Memorial Award de 1983 y es considerada una de las mejores obras de su autor.
En 1801 el Imperio Británico ha logrado el poder en Egipto tras la derrota de Napoleón por parte de Horatio Nelson en la Batalla del Nilo. Los británicos suprimieron el culto a los antiguos dioses egipcios provocando la ira de una cábala de hechiceros locales quienes planean una manera de expulsar a los invasores ingleses e incluso acabar con el propio Imperio Británico. Dicho plan consiste en traer del pasado a los dioses ancestrales de una época en la que aún eran poderosos y liberarlos en Londres. En 1802, un agente de esta cábala trata de invocar a Anubis, pero durante la invocación algo sucede...
La historia nos lleva al presente, donde un millonario está organizando una expedición al pasado: ha descubierto que se abren ciertas puertas en lugares y momentos predecibles, permitiendo el viaje en el tiempo (como resultado del fallo en la invocación de 1802). El protagonista, Brendan Doyle, es contratado como experto en Samuel Taylor Coleridge, ya que la primera expedición consiste en atender a una lectura realizada por el poeta en 1810. Doyle, sin embargo, se ve envuelto en un incidente que le impide regresar en el tiempo y queda atrapado en el siglo XIX.
Como en su novela posterior, La fuerza de su mirada, en Las Puertas de Anubis, Powers entrelaza su historia con la de algunos poetas románticos que aparecen como secundarios entre sus personajes. Además de Samuel Taylor Coleridge, aparecen Lord Byron y el poeta ficticio William Ashbless. 
Algunos acontecimientos reales, como la masacre de los Mamelucos por Mehmet Alí de Egipto en 1811 y la fallida rebelión de James Scott, I duque de Monmouth contra el rey Carlos II de Inglaterra en la década de 1680, aparecen entramados en la narración de la novela, marcando su particular estilo de fantasía sobre el fondo del mundo real.